# Grand’Combe-des-Bois
Grand’Combe-des-Bois – miejscowość i gmina we Francji, w regionie Burgundia-Franche-Comté, w departamencie Doubs.
Według danych na rok 1990 gminę zamieszkiwało 75 osób, a gęstość zaludnienia wynosiła 6 osób/km² (wśród 1786 gmin Franche-Comté Grand’Combe-des-Bois plasuje się na 668. miejscu pod względem liczby ludności, natomiast pod względem powierzchni na miejscu 305.).